# Parambassis ranga
Parambassis ranga är en fiskart som först beskrevs av Hamilton 1822.  Parambassis ranga ingår i släktet Parambassis och familjen Ambassidae. IUCN kategoriserar arten globalt som livskraftig. Inga underarter finns listade i Catalogue of Life.